# ドム・デルイーズ
ドム・デルイーズ（Dom DeLuise、1933年8月1日 - 2009年5月4日）は、アメリカ合衆国ニューヨーク州生まれの俳優・声優・コメディアンである。

## 来歴
俳優として知られるデルイーズは、1933年にニューヨーク市ブルックリン区にイタリア系アメリカ人の家庭に生まれる。地元の高校で演劇を学び始め、タフツ大学へ進学。1960年代辺りから徐々にテレビや映画に出演し始め、知名度を上げていく。
1970年代から1980年代にかけては、バート・レイノルズの映画やテレビなどによく出演しており、レイノルズが監督を務めた『世にも不思議なアメージング・ストーリー』などでは主演も務めた。大柄な体格と陽気な雰囲気を活かして、コメディ映画への出演も多く、観客から親しまれている。
また一時期にはメル・ブルックス監督やジーン・ワイルダー作品の常連俳優としても多くの作品に貢献した。アメリカ大陸横断レースがテーマのコメディ映画『キャノンボール』シリーズでは、ジャッキー・チェンとも共演した。
かつてゴールデン・グローブ賞にノミネートされた経験を持つが、受賞には至っていない。
1987年にジーン・ワイルダー主演の『呪われたハネムーン』に出演したことにより、ラジー賞を受賞した。
1965年に結婚しており、息子を3人儲けた 。
その内の一人、ピーター・デルイーズは後にスターゲイト SG-1において度々監督を務めることになり、その縁もあって、ドム自身も第3シーズンでゲストキャラクターを演じている。
2009年5月4日、カリフォルニア州ロサンゼルス郊外の病院にて、腎臓ガンによる呼吸不全の為、生涯を閉じた。75歳没。

## 出演作品

### 映画
- 未知への飛行 Fail-Safe (1964)
- マーメイド作戦 The Glass Bottom Boat (1966)
- 間抜けなマフィア The Busy Body (1966)
- メル・ブルックスの命がけ!イス取り大合戦 The Twelve Chairs (1970)
- ケラーマン Who Is Harry Kellerman and Why Is He Saying Those Terrible Things About Me? (1971)
- ブレージングサドル Blazing Saddles (1974)
- 新シャーロック・ホームズ おかしな弟の大冒険 The Adventure of Sherlock Holmes' Smarter Brother (1975)
- メル・ブルックスのサイレント・ムービー Silent Movie (1976)
- 爆笑!世紀のスター誕生 The World's Greatest Lover (1976)
- 名探偵再登場 The Cheap Detective (1978)
- 結婚狂奏曲セクルテット Sextette (1978)
- ジ・エンド The End (1978)
- マペットの夢みるハリウッド The Muppet Movie (1979)
- ホットスタッフ Hot Stuff (1979)
- トランザム7000VS激突パトカー軍団 Smokey and the Bandit II (1980)
- ダドリー・ムーアのモーゼの気分で Wholly Moses! (1980)
- 愛と食欲の日々 Fatso (1980)
- メル・ブルックス/珍説世界史PARTI History of the World: Part I (1981)
- キャノンボール The Cannonball Run (1981)
- テキサス1の赤いバラ The Best Little Whorehouse in Texas (1982)
- キャノンボール2 Cannonball Run II (1984)
- 暗黒街の人気モノ/マシンガン・ジョニー Johnny Dangerously (1984)
- 呪われたハネムーン Haunted Honeymoon (1986)
- アフリカン・アドベンチャー/そんなバナナ?! Going Bananas (1987)
- キャノンズ Loose Cannons (1990)
- ドライビング・ミー・クレイジー Driving Me Crazy (1991)
- ロビン・フッド/キング・オブ・タイツ Robin Hood: Men in Tights (1993)
- トラブルボックス/恋とスパイと大作戦 Don't Drink the Water (1994)
- 羊たちの沈没 Silenzio dei prosciutti, Il (1994)
- クライムヒート Red Line (1995)
- ベイビー・トーキング Baby Geniuses (1999)
- 彼女が彼女を愛する時 Girl Play (2004)
- エージェント・ゾーハン You Don't Mess with the Zohan (2008) ※ノークレジット

### 声の出演
- ニムの秘密 The Secret of NIMH (1982)
- スペースボール Spaceballs (1987)
- アメリカ物語 An American Tail (1986)
- オリバー/ニューヨーク子猫ものがたり Oliver & Company (1988)
- 天国から来たわんちゃん/チャーリーのお話 All Dogs Go to Heaven (1989)
- アメリカ物語2/ファイベル西へ行く An American Tail: Fievel Goes West (1991)
- まんちい Munchie (1992)
- ピコとコロンブスの冒険 Die Abenteuer von Pico und Columbus (1992) (第2回英語吹替)
- スケートボード・キッド The Skateboard Kid (1993)
- セントラルパークの妖精 A Troll in Central Park (1994)
- 天使のわんちゃん/チャーリーとイッチー All Dogs Go to Heaven 2 (1996)
- わんちゃんたちのクリスマス・キャロル An All Dogs Christmas Carol (1998)
- 子ねずみティミーのアドベンチャー The Secret of NIMH 2: Timmy to the Rescue (1998)
- アメリカ物語/ファイベル・ナイトモンスターを追え An American Tail: The Mystery of the Night Monster (1999)

### テレビドラマ
- 私立探偵マイク・ハマー Mike Hammer (1984)
- 世にも不思議なアメージング・ストーリー Amazing Stories (1985)
- 21ジャンプストリート 21 Jump Street (1989)
- 新・バークにまかせろ Burke's Law（1994）
- TVキャスター マーフィー・ブラウン Murphy Brown (1995)
- サブリナ Sabrina, the Teenage Witch (1998)
- スターゲイト SG-1 Stargate SG-1 (2000)

### テレビアニメ
- アメリカ物語 ファイベルの冒険 Fievel's American Tails (1992)
- ダックマン Duckman: Private Dick/Family Man (1997)
- カウ&チキン Cow and Chicken (1997)
- ヘラクレス Hercules (1998)
- ロボット・チキン Robot Chicken (2005)